# Jasper airport
Jasper airport (engelska: Jasper Airport, franska: Aéroport de Jasper) är en flygplats i Kanada.   Den ligger i provinsen Alberta, i den centrala delen av landet, 3 100 km väster om huvudstaden Ottawa. Jasper airport ligger 1 010 meter över havet.
Terrängen runt Jasper airport är bergig västerut, men österut är den kuperad. Jasper airport ligger nere i en dal som går i nord-sydlig riktning.Runt Jasper airport är det mycket glesbefolkat, med 5 invånare per kvadratkilometer.. Närmaste större samhälle är Jasper Park Lodge, 12,2 km söder om Jasper airport.
I omgivningarna runt Jasper airport växer i huvudsak barrskog.